# Mormodes pardalinata
Mormodes pardalinata är en orkidéart som beskrevs av S.Rosillo. Mormodes pardalinata ingår i släktet Mormodes och familjen orkidéer. Inga underarter finns listade i Catalogue of Life.